# Saltos ornamentais nos Jogos Asiáticos da Juventude de 2009
As competições de saltos ornamentais nos Jogos Asiáticos da Juventude de 2009 ocorreram entre 30 de junho e 1 de julho. Quatro eventos foram disputados.

## Calendário
| Junho/Julho        | 20 | 22 | 24 | 27 | 29 | 30 | 1 | 2 | 3 | 4 | 5 | 6 | 7 | Finais |
| ------------------ | -- | -- | -- | -- | -- | -- | - | - | - | - | - | - | - | ------ |
| Saltos ornamentais |    |    |    |    |    | 2  | 2 |   |   |   |   |   |   | 4      |

## Quadro de medalhas
| Ordem | País            | Medalha de ouro | Medalha de prata | Medalha de bronze |    |
| ----- | --------------- | --------------- | ---------------- | ----------------- | -- |
| 1     | China           | 3               |                  | 1                 | 4  |
| 2     | Coreia do Sul   | 1               | 1                | 2                 | 4  |
| 3     | Coreia do Norte |                 | 1                | 1                 | 2  |
| 4     | Kuwait          |                 | 1                |                   | 1  |
| 4     | Macau           |                 | 1                |                   | 1  |
| TOTAL | TOTAL           | 4               | 4                | 4                 | 12 |

## Medalhistas
| Evento                                          | Ouro                        | Prata                            | Bronze                            |
| Trampolim masculino (detalhes[ligação inativa]) | CHN China Wu Dongliang      | KUW Kuwait Rashed Al-Harbi       | KOR Coreia do Sul Cho Sung-In     |
| Trampolim feminino (detalhes)                   | KOR Coreia do Sul Kim Na-Mi | MAC Macau Lei Sio I              | CHN China Liu Tian                |
| Plataforma masculino (detalhes)                 | CHN China Zhang Yanquan     | KOR Coreia do Sul Lee Tae-Kyun   | PRK Coreia do Norte Hyon Il-Myong |
| Plataforma feminino (detalhes[ligação inativa]) | CHN China Liu Jiao          | PRK Coreia do Norte Sin Ji-Hyang | KOR Coreia do Sul Yun Seung-Eun   |